# Lasse Norman Leth
Pour les articles homonymes, voir Hansen et Leth.

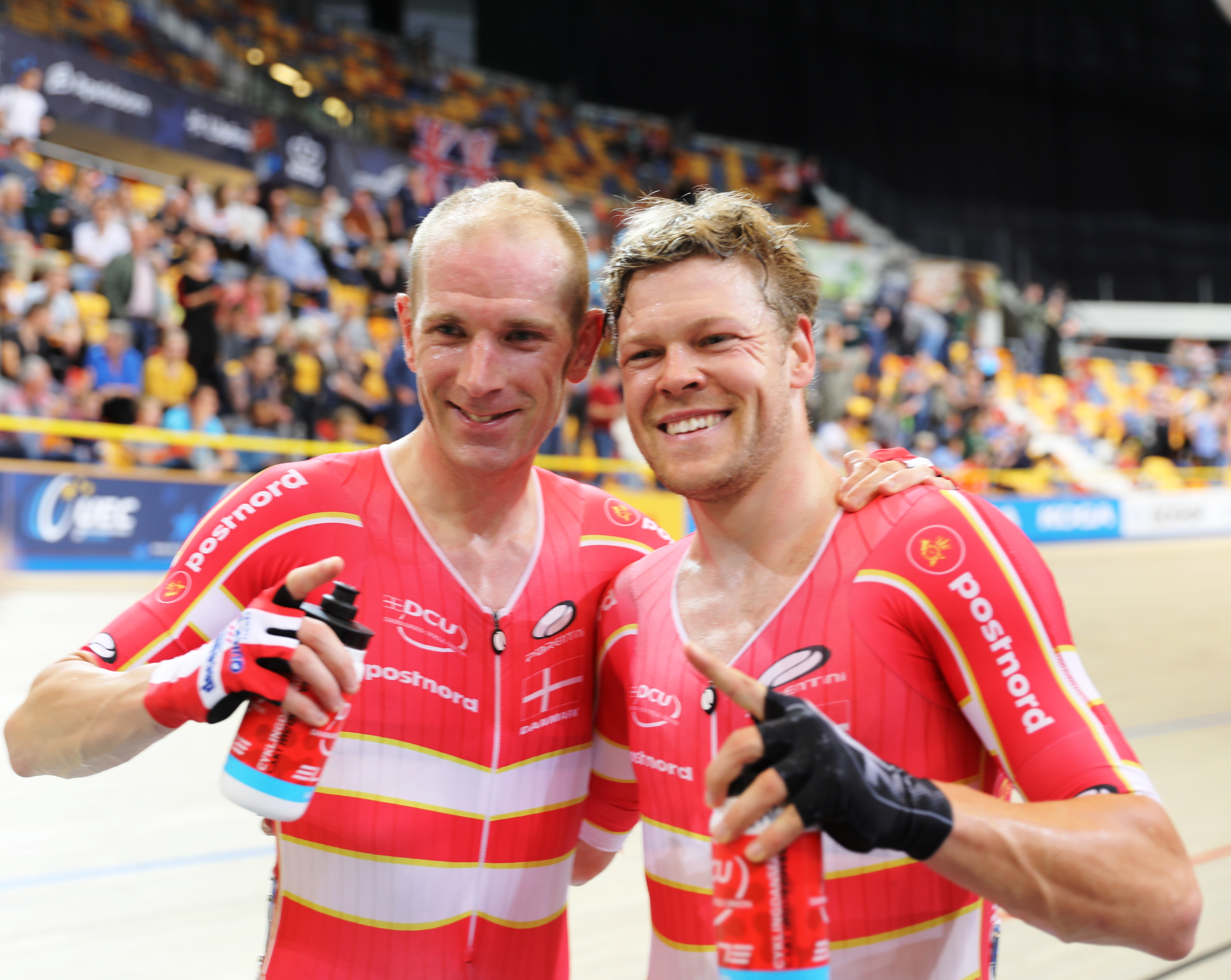
Lasse Norman Hansen (à droite) avec Michael Mørkøv après avoir remporté l'américaine aux championnats d'Europe de 2019. En 2021, les deux coureurs deviennent champions olympiques dans cette discipline

Lasse Norman Leth (Lasse Norman Hansen jusqu'en 2022), né le 11 février 1992 à Fåborg, est un coureur cycliste danois. 
Spécialiste de la piste, il est notamment champion olympique de l'omnium en 2012 et de course à l'américaine en 2020, ainsi que champion du monde de poursuite par équipes en 2020 et 2023, et champion du monde de course à l'américaine en 2020 et 2021. Au total, il remporte cinq médailles olympiques, douze aux championnats du monde et sept aux championnats d'Europe.

## Biographie
En 2008, à seulement 16 ans, Lasse Norman Hansen devient champion du Danemark du scratch et de la poursuite individuelle chez les juniors (17/18 ans). L'année suivante, il remporte quatre titres juniors : la poursuite par équipes, la course à points, le kilomètre et le scratch. Sur route, il fait également partie des meilleurs coureurs de sa génération et remporte les deux titres nationaux, le classement général du Tour de Basse-Saxe juniors et décroche la médaille de bronze au championnat du monde du contre-la-montre juniors.
En 2010, il est à nouveau titré aux championnats du Danemark de poursuite par équipes juniors. Aux championnats du Danemark élites, il remporte le kilomètre et l'omnium, alors qu'il est encore junior. Aux mondiaux sur piste élites, disputés à domicile à Copenhague, Hansen termine huitième de la poursuite individuelle parmi les professionnels. Aux mondiaux sur piste juniors en Italie, il décroche le titre sur la poursuite individuelle. Au cours de la saison sur route, il remporte chez les juniors une étape du Tour de Himmelfart, le championnat du Danemark du contre-la-montre, deux étapes du Grand Prix Rüebliland, ainsi qu'une étape et le classement général du Tour du Pays de Vaud. En 2011, il gagne le championnat du Danemark sur route espoirs (moins de 23 ans).
Il est médaillé de bronze du championnat du monde d'omnium en 2012 et devient la même année champion olympique de l'omnium à Londres. En fin d'année, il est quatrième du championnat du monde du contre-la-montre espoirs 2012. Le 20 novembre 2012, il est élu à seulement 20 ans, coureur danois de l'année, devant Jakob Fuglsang et Lars Bak. Début janvier 2013, il est également nommé sportif danois de l'année.
Aux mondiaux sur piste 2013 à Minsk, il est vice-champion du monde d'omnium derrière Aaron Gate et médaillé de bronze de la poursuite par équipes, avec Casper Folsach, Rasmus Christian Quaade et Mathias Møller. En 2014, il signe avec l'équipe World Tour Garmin-Sharp et est vice-champion du monde de poursuite par équipes. Fin 2015, il fait le choix de changer de formation et s'engage avec l'équipe continentale professionnelle Stölting Service Group.
En 2016, Lasse Norman Hansen participe aux Jeux olympiques d'été de Rio de Janeiro, où il remporte une médaille de bronze sur l'omnium et la poursuite par équipes. En 2017, il signe un contrat en faveur de la nouvelle équipe irlandaise Aqua Blue Sport. 
Après avoir remporté trois épreuves de la Coupe du monde sur piste 2018-2019, il est médaillé d'argent de l'américaine (avec Casper von Folsach) et médaillé de bronze de la poursuite par équipes  aux mondiaux sur piste 2019. La même année, il décroche trois médailles, dont deux titres aux championnats d'Europe d'Apeldoorn. Aux championnats du monde sur piste 2020 à Berlin, Norman Hansen décroche deux titres sur l'américaine (avec Michael Mørkøv) et la poursuite par équipes (avec Julius Johansen, Frederik Madsen et Rasmus Pedersen).
Aux Jeux olympiques de 2020 disputés en août 2021, il ajoute deux médailles à son palmarès. Avec Michael Mørkøv, il est champion olympique de l'américaine et décroche l'argent sur la poursuite par équipes. Il continue par la suite à s'illustrer en poursuite par équipes. Il est champion du monde de la discipline en 2023 et champion d'Europe deux ans plus tard.

## Vie privée
En novembre 2022, il épouse Julie Leth, également cycliste. Depuis lors, les deux ont le nom de famille Norman Leth. Le 9 janvier 2024, le couple est devenu parent pour la première fois d'un garçon.

## Palmarès sur piste

### Jeux olympiques
| Édition / Épreuve | Poursuite par équipes | Américaine | Omnium |
| Londres 2012      | 5e                    |            | Or     |
| Rio 2016          | Bronze                |            | Bronze |
| Tokyo 2020        | Argent                | Or         |        |

### Championnats du monde
| Édition / Épreuve              | Poursuite individuelle | Poursuite par équipes                        | Américaine       | Omnium |
| Montichiari 2010 (juniors)     | Or                     |                                              |                  |        |
| Copenhague 2010                | 8e                     |                                              |                  |        |
| Apeldoorn 2011                 |                        | 9e                                           |                  | 11e    |
| Melbourne 2012                 |                        | 7e                                           | 14e              | Bronze |
| Minsk 2013                     |                        | Bronze                                       |                  | Argent |
| Cali 2014                      |                        | Argent                                       |                  |        |
| Londres 2016                   |                        | Bronze                                       |                  | 5e     |
| Pruszków 2019                  |                        | Bronze                                       | Argent           |        |
| Berlin 2020                    |                        | Or (avec Johansen, Madsen et Pedersen)       | Or (avec Mørkøv) | 8e     |
| Roubaix 2021                   |                        |                                              | Or (avec Mørkøv) |        |
| Saint-Quentin-en-Yvelines 2022 |                        | Bronze                                       |                  |        |
| Glasgow 2023                   |                        | Or (avec Madsen, Bévort, Larsen et Pedersen) |                  |        |

### Coupe du monde
- 2012-2013
  - Classement général de la poursuite
  - 1er de la poursuite à Glasgow
  - 1er de la poursuite par équipes à Glasgow (avec Casper von Folsach, Mathias Møller Nielsen et Rasmus Christian Quaade)
- 2013-2014
  - 2e de la course aux points à Manchester
  - 3e de la poursuite par équipes à Manchester
  - 2e de la poursuite par équipes à Aguascalientes
- 2014-2015
  - 3e de la poursuite par équipes à Londres
- 2015-2016
  - 1er de l'omnium à Cambridge
  - 2e de l'omnium à Hong-Kong
- 2018-2019
  - 1er de la poursuite par équipes à Saint-Quentin-en-Yvelines (avec Julius Johansen, Rasmus Pedersen et Casper von Folsach)
  - 1er de la poursuite par équipes à Milton (avec Julius Johansen, Rasmus Pedersen et Casper von Folsach)
  - 1er de l'américaine à Saint-Quentin-en-Yvelines (avec Michael Mørkøv)
  - 1er de l'américaine à Berlin (avec Casper von Folsach)
  - 2e de la poursuite par équipes à Berlin
- 2019-2020
  - 1er de la poursuite par équipes à Minsk (avec Julius Johansen, Rasmus Pedersen et Frederik Madsen)
  - 1er de la poursuite par équipes à Glasgow (avec Julius Johansen, Rasmus Pedersen et Frederik Madsen)
  - 1er de l'américaine à Minsk (avec Michael Mørkøv)

### Coupe des nations
- 2024
  - 1er de la poursuite par équipes à Hong Kong (avec Tobias Hansen, Robin Skivild et Frederik Madsen)

### Championnats d'Europe
| Édition / Épreuve   | Poursuite par équipes                  | Américaine       | Omnium |
| Apeldoorn 2011      | Argent                                 |                  |        |
| Granges 2015        | Bronze                                 |                  | Argent |
| Apeldoorn 2019      | Or (avec Johansen, Madsen et Pedersen) | Or (avec Mørkøv) | Argent |
| Heusden-Zolder 2025 | Or (avec Hansen, Larsen et Skivild)    |                  |        |

### Championnats nationaux
- Champion du Danemark du scratch juniors en 2008, 2009
- Champion du Danemark de poursuite juniors en 2008
- Champion du Danemark de poursuite par équipes juniors en 2009 (avec Matias Greve, Anders Damgaard et Simon Bigum) et 2010 (avec Matias Greve, Daniel Mielke et Simon Bigum)
- Champion du Danemark de course aux points juniors en 2009
- Champion du Danemark du kilomètre juniors en 2009

- Champion du Danemark du kilomètre en 2010 et 2011
- Champion du Danemark d'omnium en 2010, 2012, 2014, 2018 et 2019
- Champion du Danemark de poursuite en 2011
- Champion du Danemark de course aux points en 2011, 2012, 2015, 2018, 2019, 2020 et 2022
- Champion du Danemark de l'américaine en 2012 (avec Michael Mørkøv), 2014 (avec Casper Von Folsach), 2019 (avec Matias Malmberg), 2023 (avec Theodor Storm) et 2024 (Robin Juel Skivild)
- Champion du Danemark du scratch en 2019

### Courses de Six jours
- Six jours de Copenhague : 2013 et 2017 (avec Michael Mørkøv)

## Palmarès sur route et classements mondiaux

### Palmarès par année
- 2009
  -  Champion du Danemark sur route juniors
  -  Champion du Danemark du contre-la-montre juniors
  - Prologue et 2e étape (contre-la-montre) du Youth Tour juniors
  - Classement général du Tour de Basse-Saxe juniors
  - 2e du championnat du Danemark du contre-la-montre par équipes juniors
  -  Médaillé de bronze du championnat du monde du contre-la-montre juniors
- 2010
  -  Champion du Danemark du contre-la-montre juniors
  - 1re étape du Tour de Himmelfart juniors (contre-la-montre)
  - Tour du Pays de Vaud :
    - Classement général
    - 3e étape

  - 1re et 3e étapes du Grand Prix Rüebliland
- 2011
  -  Champion du Danemark sur route espoirs
  - 2e étape de la Coupe des nations Ville Saguenay
  - 3e du championnat du Danemark du contre-la-montre espoirs
- 2012
  - 7e étape de la Rás Tailteann
  - U6 Cycle Tour :
    - Classement général
    - 1re (contre-la-montre), 3e et 4e étapes

  - 3e du championnat du Danemark du contre-la-montre espoirs
  - 4e du championnat du monde du contre-la-montre espoirs
  - 10e du championnat d'Europe du contre-la-montre espoirs
- 2013
  -  Champion du Danemark du contre-la-montre espoirs
  -  Champion du Danemark sur route espoirs
  -  Champion du Danemark du contre-la-montre par équipes
  - Grand Prix Herning
  - Grand Prix de Francfort espoirs
  - 2e étape du Tour de Berlin (contre-la-montre)
  - 2e du Tour de Thuringe
  - 3e du Tour de Berlin
  -  Médaillé de bronze au championnat du monde du contre-la-montre espoirs
- 2014
  - 3e du Dubaï Tour
- 2015
  - 5e étape du Tour d'Alberta
- 2016
  - 3e du championnat du Danemark sur route
- 2017
  - 3e d'À travers la Flandre-Occidentale-Johan Museeuw Classique
- 2018
  - 1re étape du Herald Sun Tour
  - 1re étape du Tour du Danemark
  - 3e du Tour du Danemark
  - 3e du Grand Prix de la ville de Zottegem
- 2019
  - 3e étape du Tour du Danemark
  - 3e du Tour du Limbourg
- 2024
  - Fyen Rundt

### Résultats sur les grands tours

#### Tour d'Espagne
1 participation
- 2017 : 139e

### Classements mondiaux
| Année                                 | 2011 | 2012 | 2013 | 2014 | 2015 | 2016  | 2017 | 2018 | 2019 | 2020  | 2021  | 2022 | 2023  | 2024  |
| ------------------------------------- | ---- | ---- | ---- | ---- | ---- | ----- | ---- | ---- | ---- | ----- | ----- | ---- | ----- | ----- |
| Classement mondial                    |      |      |      |      |      | 1030e | 573e | 253e | 448e | 1322e | 2123e | 664e | 1694e | 1256e |
| UCI Europe Tour                       | nc   | 530e | 50e  |      |      | 700e  | 325e | 132e | 351e | 1008e | 1441e | 511e | nc    | nc    |
| UCI America Tour                      | 206e | nc   | nc   |      |      | nc    | nc   | nc   |      |       |       |      |       |       |
| UCI Oceania Tour                      | nc   | nc   | nc   |      |      | nc    | nc   | 50e  |      |       |       |      |       |       |
|                                       |      |      |      |      |      |       |      |      |      |       |       |      |       |       |
| Légende : nc = non classéSource : UCI |      |      |      |      |      |       |      |      |      |       |       |      |       |       |

## Récompenses
- Sportif danois de l'année en 2012 et 2020
- Cycliste danois de l'année en 2012